# Jingmen
Jingmen (en chino, 荆门; pinyin, Jīngmén (escuchar)ⓘ) es una ciudad-prefectura en la provincia de Hubei, República Popular China. A una distancia aproximada de 200 kilómetros de la capital provincial. Limita al norte y oeste con Xiangfan, al sur con Jingzhou, al suroeste con Yichang y al sureste con Qianjiang. Su área es de 12 339 km² y su población total para 2019 superó los 2,89 millones de habitantes. 

## Toponimia
Los dos sinogramas de topónimo son Jing (nombre propio) y Men (puerta). En la antigüedad, era la puerta de entrada a Jingzhou, una de las nueve provincias, por lo que Jingmen [/ching-men/] significa «la puerta de Jing(zhou)»

## Administración
La ciudad prefectura de Jingmen se divide en 5 localidades que se administran en 2 distritos urbanos, 2 ciudades suburbanas y 1 condado rural.
- Distrito Dongbao  (东宝区)
- Distrito Duodao  (掇刀区)
- Ciudad Zhongxiang  (钟祥市)
- Ciudad Jingshan (京山市)
- Condado Shayang (沙洋县)

## Geografía
La ciudad está cerca de cuatro horas de distancia de Wuhan en autobús, y cerca de tres horas en tren. Un nuevo servicio de tren fue introducido desde Jingmen a Wuhan en 2004. Jingmen está muy cerca de muchos lugares de interés turístico como las montañas de Wudang, y la Tumba de Ming en Zhongxiang (Patrimonio de la Humanidad solo a una hora de distancia). Ya que se encuentra en el centro de China, Jingmen está a relativamente poca distancia de casi cualquier parte del país, teniendo cerca de 18 horas a Pekín o Cantón en tren, o dos horas en tren a Yichang, sede del proyecto la Presa de las Tres Gargantas. Desde allí los viajeros pueden volar a numerosos destinos.

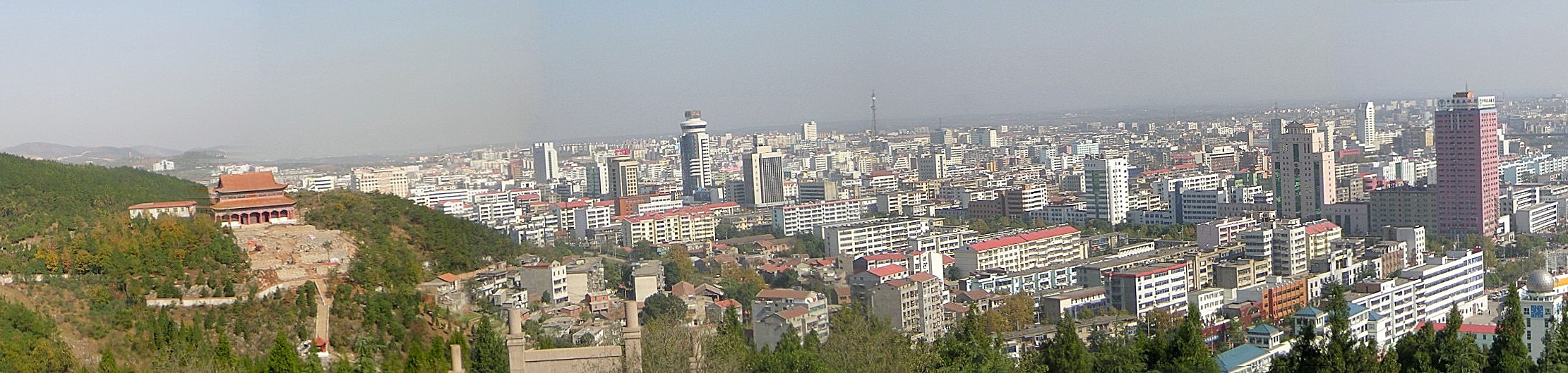
Vista panorámica de la ciudad.

## Clima
Jingmen tiene un clima templado, con enero, el mes más frío y julio el mes más caluroso. La temperatura sube a 38C al mediodía en verano, con una humedad incómoda en julio. La temperatura también desciende por debajo de 0C en invierno, con nieve cada año. La precipitación es alta de abril a septiembre, con menos en otoño e invierno.

## Economía
La economía en Jingmen consiste principalmente en la agricultura y la industria. El sector servicios no está tan desarrollado como la fabricación. La industria más importante en Jingmen es la refinería de petróleo. Otras industrias importantes son la generación de energía, la producción de productos químicos agrícolas, el cemento, y la cerveza. 